# Frederik L. Schodt
Frederik L. Schodt (* 22. Januar 1950) ist ein US-amerikanischer Autor, Kritiker und Übersetzer. Gegenstand seiner Fachbücher und Übersetzungen sind Mangas, japanische Comics.
Mit seinem 1983 veröffentlichten Buch Manga! Manga! The World of Japanese Comics, dem ersten englischsprachigen Fachbuch über japanische Comics, war er wesentlich an der Popularisierung von Mangas außerhalb Japans beteiligt. Das Werk gilt als Standardliteratur zum Thema und wird von nachfolgenden Autoren als „bahnbrechend und einflussreich“, als „Fundament der westlichen Forschung zu Manga“ bezeichnet. Schodt arbeitete auch eine Zeit lang als persönlicher Übersetzer für den bedeutenden Manga-Zeichner Osamu Tezuka, der auch das Vorwort für Manga! Manga! schrieb. Seitdem schrieb Schodt weitere Bücher und Fachbeiträge über Manga. Außerdem übersetzte er einige japanische Romane und Mangaserien ins Englische.
2000 wurde er für seine Verdienste mit dem Osamu-Tezuka-Kulturpreis ausgezeichnet, 2009 erhielt er zudem den Orden der Aufgehenden Sonne, 4. Klasse. Seine Übersetzung von The Four Immigrants Manga von Henry Yoshitaka Kiyama aus dem Jahr 1931 wurde 2000 für den „Pen West USA translation Award“ nominiert.

## Bibliografie
Fachbücher
- Manga! Manga! The World of Japanese Comics (1983)
- Inside the Robot Kingdom: Japan, Mechatronics, and the Coming Robotopia (1988)
- America and the Four Japans: Friend, Foe, Model, Mirror (1994)
- Dreamland Japan: Writings on Modern Manga (1996)
- Native American in the Land of the Shogun: Ranald MacDonald and the Opening of Japan (2003)
- The Astro Boy Essays: Osamu Tezuka, Mighty Atom, and the Manga/Anime Revolution (2007)
- Professor Risley and the Imperial Japanese Troupe (2012)

Übersetzungen
- Gundam Mobile Suit: Awakening (ISBN 0-345-35738-8)/Escalation (ISBN 0-345-35739-6)/Confrontation (ISBN 0-345-35740-X) von Yoshiyuki Tomino (Roman, 1990/1)[8]
  - Neuauflage: Mobile Suit Gundam: Awakening, Escalation, Confrontation (ISBN 978-1-61172-005-1), 2012
  - Original: 機動戦士ガンダム. Asahi Sonorama, 1979–1981, 3 Bände
- Orion von Masamune Shirow (1991–1993)
- Ghost in the Shell (3 Bände) von Masamune Shirow (1995/2005/2007)
- The Four Immigrants Manga von Henry Yoshitaka Kiyama (2000)
- Astro Boy
- Phoenix (2002)
- Pluto (2009)